# Les Vrais Amis de l'union et du progrès réunis
 (décembre 2015).
Les Vrais Amis de l'union et du progrès réunis est le nom d'une loge maçonnique fondée en 1854, mais prenant rang d'ancienneté en 1782, et qui fait partie du Grand Orient de Belgique.

## Histoire

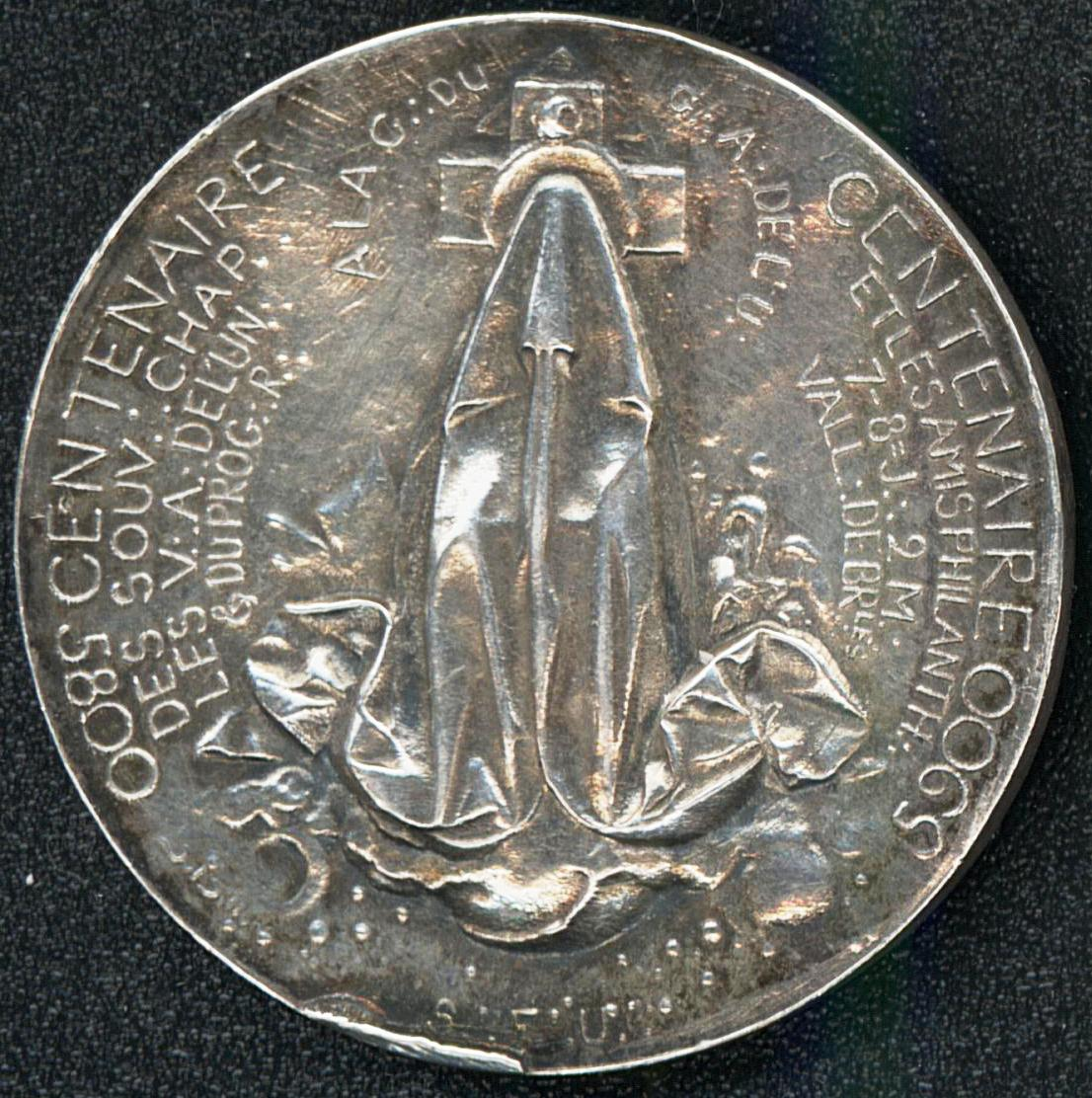
Médaille commémorative du centenaire des Chapitres des Vrais Amis de l'union et du progrès réunis et des Amis philanthropes par Julien Dillens (1900)

La loge des « Vrais Amis de l'union et du progrès réunis » est parmi les plus anciennes loges de Belgique et porte le numéro quatre au tableau du Grand Orient de Belgique, dont elle a été cofondatrice.
Elle a été formée par la fusion en 1854 de la loge « Les Vrais Amis de l'union » (Bruxelles 1782) et « Les Amis du progrès » (Bruxelles 1838).
La loge « les Vrais Amis de l'union », après avoir été l'une des trois loges autorisées dans les Pays-Bas autrichiens sous Joseph II, fit partie du Grand Orient de France et ensuite du Grand Orient des Pays-Bas. « Les Vrais Amis de l'union » avaient d'ailleurs eux-mêmes été fondés par des membres de la loge « L'Union » de Bruxelles.
Depuis 1783 « les Vrais Amis de l'union » avaient également un chapitre où étaient conférés des hauts grades dans le Rite écossais ancien et accepté.
La loge « Les vrais amis de l'union » a fêté son deux cent vingt-cinquième anniversaire en 2007.

## Liste de membres connus
- Joseph Gustave Ernest Allard (1840-1874), docteur en droit, avocat, homme politique libéral, député, échevin de l'enseignement de la ville de Bruxelles (1877-1878), recteur de l'ULB (1872-1878).
- Émile André (1850-1897), homme politique libéral.
- Jules Bara (1835-1900), ministre de la justice
- Henri Bergé, chimiste, homme politique libéral, recteur de l'ULB, grand maître du Grand-Orient.
- Marcel Bergé (1909-1986), historien et généalogiste belge.
- Fernand Blum (1885-1963), homme politique libéral et bourgmestre de Schaerbeek.
- Joseph Bracops (1900-1966), homme politique socialiste et bourgmestre d'Anderlecht.
- Charles Buls, bourgmestre de Bruxelles.
- Antoine Cardon (1739-1822), peintre et graveur.
- Charles De Coster (1827-1879), écrivain, auteur de La Légende d'Ulenspiegel.
- Antoine Dansaert (1818-1890), député et juge au tribunal de commerce de Bruxelles.
- Eugène Defacqz (1797-1871), homme politique libéral et magistrat.
- Émile De Mot (1835-1909), bourgmestre de Bruxelles.
- André-Napoléon Fontainas (1807-1863), bourgmestre de Bruxelles.
- Laurent Joseph Hart (1810-1860), médailleur
- Jean Raikem (1787-1875), avocat et un homme d'État belge.
- Bruno Renard (1804-1879), ministre de la guerre et général.
- François Roffiaen (1820-1898), artiste peintre.
- Adrien-François Servais (1807-1866), musicien.
- André Dieudonné Trumper (1794-1874), médecin, philanthrope et hygiéniste belge.
- Henri van Dievoet (1869-1931), architecte, créateur de l'Hôtel Astoria à Bruxelles.
- Pierre Van Humbeeck (1829-1890), ministre de l'enseignement, fut grand-maître du Grand-Orient
- Henri Vieuxtemps, (1820-1881), violoniste et compositeur.
- Alphonse Guillaume Ghislain Wauters (1817-1898), historien et archiviste belge.
- Eugène Ysaÿe, (1858-1931), violoniste, compositeur et chef d'orchestre.

## Les vénérables maîtres
Les noms des personnes qui suivent sont ceux des vénérables maîtres de la loge « les Vrais Amis de l'union Bruxelles » (1782-1854) :
- 1782-1786 : Pierre Passenaud
- 1786-1788 : Jean Henri Baur
- 1788-1791 : Jean Drugman
- 1791-1793 : Pierre Passenaud
- 1793-1806 : Jean Drugman
- 1806-1808 : Jean-Baptiste van Volxem
- 1808-1813 : Jean Drugman
- 1813-1829 : Pierre Vander Elst
- 1829-1830 : Joseph Fleury
- 1830-1835 : André Dieudonné Trumper
- 1835-1836 : Constant Vander Elst
- 1836-1837 : André Dieudonné Trumper
- 1837-1839 : Alphonse Wauters
- 1839-1845 : André Dieudonné Trumper
- 1845-1854 : André-Napoléon Fontainas

Les personnes suivantes furent vénérables maîtres de la loge « les Amis du progrès » (1838-1854):
- 1838-1839 : Eugène Defacqz
- 1839-1848 : Edouard De Doncker
- 1849-18?? :... Van Damme
- 18??-18?? : Pierre Ranwet
- 18??-1854 : Jean Raikem

Les personnes qui suivent furent les vénérables maîtres de la loge « les Vrais Amis de l'union et du progrès » réunis Bruxelles (à partir de 1854):
- 1854-1863 : André-Napoléon Fontainas
- 1863-1869 : Pierre Van Humbeeck
- 1869-1872 : André-Napoléon Fontainas
- 1872-1875 : Henri Bergé
- 1875-1878 : Joseph Gustave Ernest Allard
- 1878-1882 : Henri Bergé
- 1882-1883 : Alfred Zimmer
- 1883-1885 : Émile De Mot
- 1885-1888 : Henri Bergé
- 1888-1891 : Paul Janson
- 1891-1894 : Edouard Herbos
- 1894-1897 : Henri Taverne
- 1897-1900 : Fernand Cocq
- 1900-1903 : Eugène Brand
- 1903-1906 : Henri Dupont
- 1906-1909 : Charles Defrenne
- 1909-1912 : Gustave De Rechter
- 1912-1919 : Fernand Levêque
- 1919-1919 : Émile Wangermée
- 1919-1922 : Paul Erculise
- 1922-1925 : Robert Van Mossevelde
- 1925-1928 : Charles Defrenne
- 1928-1931 : Nicolas Smelten
- 1931-1934 : Auguste Mahy
- 1934-1937 : Frans Fischer
- 1937-1937 : Edgard Philippet
- 1937-1939 : Charles Dam
- 1939-1945 : Bernard Jofé
- 1945-1948 : Léo Doyen
- 1948-1951 : Achille Maréchal
- 1951-1954 : Jacques Mechelynck
- 1954-1957 : Horace Hénaux
- 1957-1960 : Pierre Chamart
- 1960-1962 : Marcel Bergé